# Virgen de Montserrat de Montecristi
La Virgen de Monserrate de Montecristi es una advocación mariana de Ecuador que surgió en el siglo XVI como parte de las campañas de evangelización y la sustitución de idolatrías. La imagen fue donada por Carlos V y sirvió como sustituto para el culto que se realizaba en el cerro de Montecristi a la diosa Umiña, importante deidad de la cultura manteño y que tenía alta popularidad por sus poderes curativos. Razón por la cual muchas personas de distintos señoríos étnicos acudían allá para venerarla y mejorar su salud. Su importancia es alta y convirtió a Montecristi en un lugar con valor religioso similar a los santuarios de el Quinche, el Cisne o Yaguachi.

## Historia
Fue destacado como una de las advocaciones marianas con más historia de Ecuador por Julio Matovelle en su importante obra "Imágenes y santuarios célebres de la Virgen Santísima en la América Española" donde dice:

De buena mano les vino a los indios de Montecristi la célebre imagen de la Virgen de Monserrate que se venera en la falda de aquel monte, pues se sabe que es una de aquellas imágenes que el piadosísimo emperador Carlos V envió a aquellas nuevas conquistas. [...] También fue don del mismo Emperador una campana de la torre del santuario, el cual frecuentan los fieles por tierra y mar. Pues acuden muchos de las ciudades y pueblos de Guayaquil y Portoviejo, y los navegantes luego que avistan la altura de Montecristi se dan mil parabienes con piadosa algazara, y empiezan a entonar salves a nuestra señora.
Matovelle - Imágenes y Santuarios de la Virgen

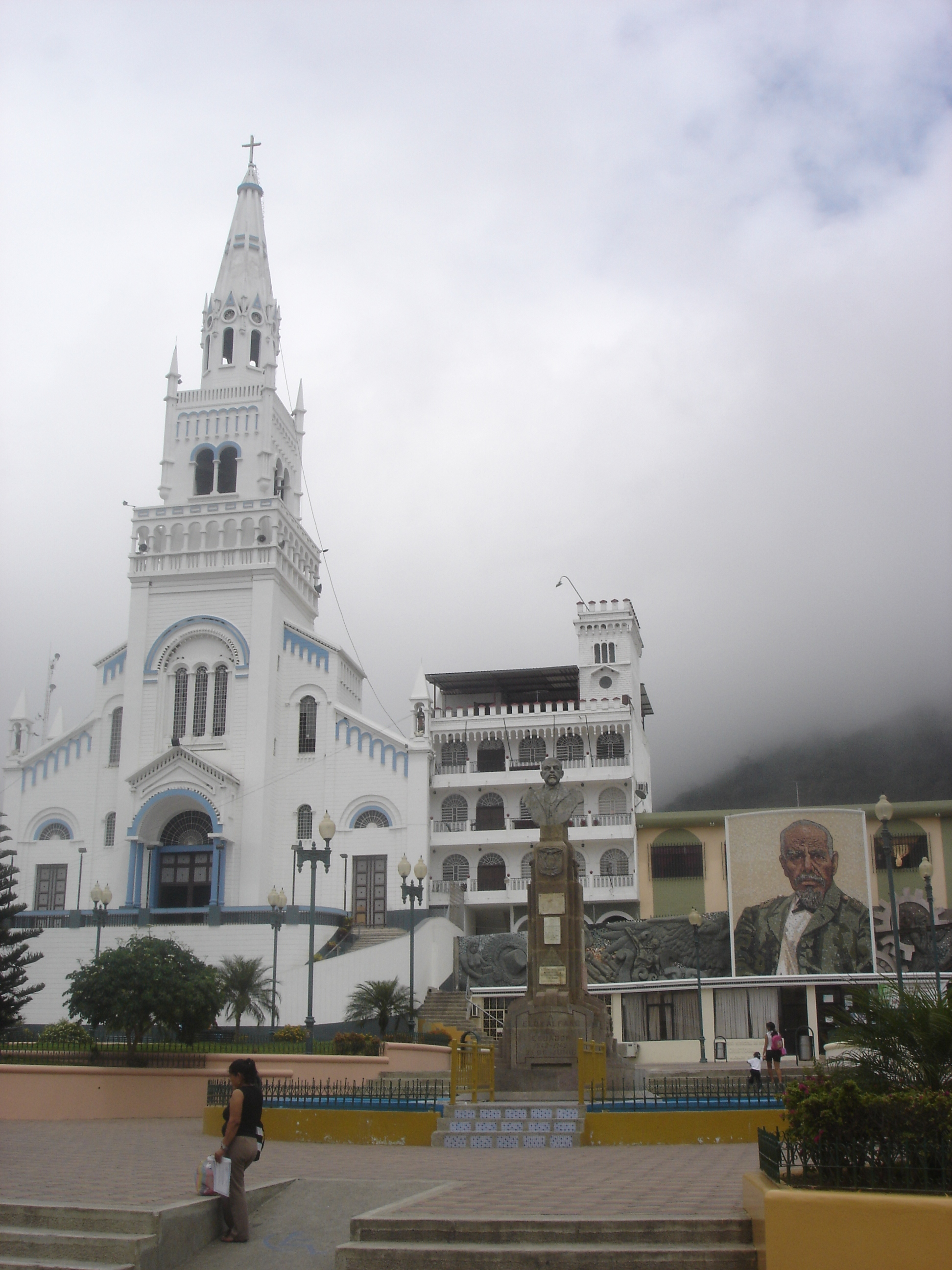
Iglesia de Montecristi

Entre los señoríos étnicos de Ecuador era común creer que los cerros eran lugares sagrados, al igual que el río y el mar, algo que se mantuvo presente en las creencias y folclor de Ecuador. En concreto el cerro de Monte Cristi había sido el lugar donde se consolidaba el culto a Umiña que convocaba a indígenas de otras localidades. A esto se sumaban el cerro Hojas y el cerro Jaboncillo con una serie de vestigios arqueológicos que dan fe de la sacralidad de los cerros.
Carlos V ofrecería dos imágenes, una destinada a Lima y otra a Montecristi. La primera corresponde a la imagen de Santa Rosa que originalmente estaba destinada para Montecristi, por otro lado la imagen de Montserrat estaba destinada para Lima. Se cree que hubo una confusión y las imágenes se cambiaron y llegaron al destino equivocado sin embargo una vez ahí, el culto empezó de todas maneras. 

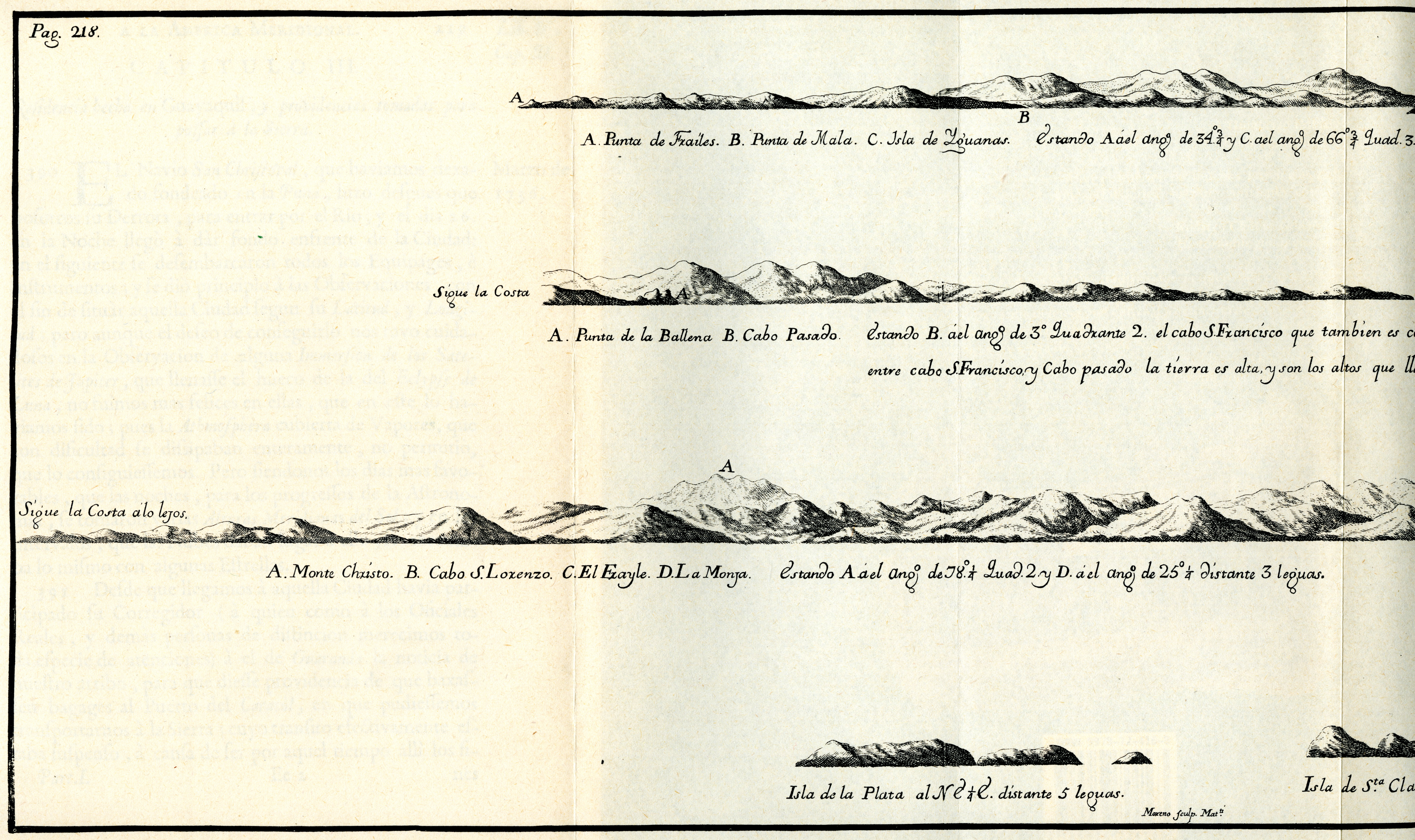
Elevaciones Montañosas de los Partidos de Puerto Viejo y La Canoa, donde se ve a Montecristi (letra A)

En el siglo XIX, en 1842 sufriría Montecristi un incendio el 20 de mayo. Esto afectaría a 95 casas y la casa parroquial. El santuario también se vería afectado, se perdieron prendas de oro, perlas mallas entre otras cosas pertenecientes al santuario. Esto después fue restaurado y la ciudad reconstruida. 
Para albergar la imagen se construyó una basílica que esta constituida por dos torres de estilo romano. Las procesiones se realizan entre el 12 y 21 de noviembre y se estima que anualmente moviliza cerca de 100 mil personas. Su devoción no paró incluso durante la pandemia cuando se realizaron misas virtuales y la gente continuó realizando sus ofrendas y oraciones. 
Según testimonio de Requena, el cerro de Montecristi, donde se encontraba la Virgen, era visible desde el mar y servía de señal para los navegantes:

Sirve este cerro de señal para distinguir la costa al reconocimiento que hacen de ella los navegantes, los que procuran aunque no tengan necesidad de aterrarse, rendir el bordo al monte para ofrecer devotas salvas, promesas y oraciones a la milagrosísima imagen de María Santísima de Monserrate que en él se venera. Todos los que navegan de Nueva España y Panamá para el Perú tributan a esta Divina Señora Rendidas acciones de gracias por haberles asegurado el viaje hasta adorarla en este paraje. Por su soberan protección logran infinitos beneficios los marinos, como se han experimentado en los milagros con que ha ostentado su patrocinio, y están acreditados con las alhajas ofrecidas en su templo en reverente agradecimiento de los favores que han conseguido muchos de su poderosa intercesión. La efigie de esta imagen prodigiosa, traída de España desde el tiempo de la conquista, está colocada en una iglesia nueva de teja y quincha, con su torre y media naranja que la hace lucida respecto a la miseria a que están reducidas las de otras poblaciones en estos contornos.
Francisco Requena - Descripción histórica y geográfica de la provincia de Guayaquil 1771